# Begraafplaats van Baarlo
De begraafplaats van Baarlo is een kerkhof bij de vroegere kapel, die gelegen was in de buurtschap Baarlo binnen de parochie Vollenhove in de Nederlandse provincie Overijssel.

## Beschrijving
Op de plaats van de begraafplaats in Baarlo stond tot in de negentiende eeuw een kapel. Deze kapel stond er al in de 15e eeuw. Niet alleen de inwoners van Baarlo, maar ook van Blokzijl en omstreken gingen hier ter kerke. Ook na de reformatie bleef de kapel als kerk in gebruik voor de bewoners van dit gebied. Toen Blokzijl in 1609 een eigen kerk kreeg bleef de kapel in Baarlo in gebruik als kapel voor de begraafplaats. De begraafplaats en de kapel werden in 1774 overgedragen aan de hervormde kerk van Blokzijl. Bij de stormvloed van 1825 werd de kapel zwaar beschadigd en elf jaar later werd deze voor afbraak verkocht aan het heemraadschap Vollenhove. Wat overbleef was het oude kerkhof, dat nog steeds in het bezit is van de kerkvoogdij van de protestantse gemeente in Blokzijl.

## Bijzonder graf
Op de begraafplaats ligt de laatste schoolmeester van het naburige gehucht Nederland begraven: Jan de Dood in leven hoofd der school in Nederland.